# Grant Martin
Grant Michael Martin (* 13. März 1962 in Smooth Rock Falls, Ontario) ist ein ehemaliger kanadischer Eishockeyspieler, der auf der Position des linken Flügelstürmers spielte. Martin spielte während seiner Laufbahn in der National Hockey League für die Vancouver Canucks und Washington Capitals sowie für die Schwenninger Wild Wings in der Deutschen Eishockey Liga.

## Karriere
Grant Martin begann seine Karriere 1977 in unterklassigen Nachwuchsligen bei Hespeler Shamrocks und Guelph Platers, bevor er 1979 als Erstrunden-Pick der Kitchener Rangers in die Ontario Hockey League wechselte. Mit den Rangers konnte er 1981 und 1982 den J. Ross Robertson Cup für den Meister der OHL gewinnen, welcher anschließend um die wichtigste Trophäe im kanadischen Junioreneishockey, den Memorial Cup spielt. Martin gewann diesen mit dem Team 1982.
Im NHL Entry Draft 1980 wurde er an 196. Stelle von den Vancouver Canucks ausgewählt, für die er zwischen 1982 und 1985 in der National Hockey League die Schlittschuhe schnürte, jedoch überwiegend für deren damaliges American-Hockey-League-Farmteam Fredericton Express aufs Eis ging. Im August 1985 unterzeichnete er als Free Agent einen Vertrag bei den Washington Capitals aus der NHL. Bei den Capitals wurde er die folgenden zwei Spielzeiten sporadisch eingesetzt und spielte auch hier hauptsächlich für deren AHL-Farmteam, die Binghamton Whalers, bevor er sich deren Ligakonkurrenten Rochester Americans anschloss.
Die Saison 1988/89 spielte Martin in Europa bei dem finnischen Verein JyP HT, mit dem er hinter dem Team aus Turku den finnischen Vizemeistertitel errang. Ab 1989 bis zur Beendigung seiner Karriere im Jahr 1998 spielte er in Deutschland für die Schwenninger Wild Wings in der Eishockey-Bundesliga bzw. der Deutschen Eishockey Liga. Außerdem stand Martin in der Saison 1989/90 für fünf Spiele für die kanadische Nationalmannschaft auf dem Eis, 1984/85 für zwei Spiele bei den Salt Lake Golden Eagles aus der International Hockey League sowie 1990/91 ein Spiel für den EC VSV aus der Österreichischen Eishockey-Liga, für die er bereits 1987/88 eine halbe Saison bestritt.

## Erfolge und Auszeichnungen
- 1981 J.-Ross-Robertson-Cup-Gewinn mit den Kitchener Rangers
- 1982 J.-Ross-Robertson-Cup-Gewinn mit den Kitchener Rangers
- 1982 Memorial-Cup-Gewinn mit den Kitchener Rangers
- 1989 Finnischer Vizemeister mit JyP HT